# Димитрий (Комматас)
Митрополит Димитрий (греч. Μητροπολίτης Δημήτριος, в миру Дими́триос Коммата́с, греч. Δημήτριος Κ. Κομματάς; род. 26 октября 1952, Куртулуш, Стамбул) — епископ Константинопольской православной церкви, митрополит Принкипоннисский (с 2018), ипертим и экзарх Пропонтиды.

## Биография
Родился 26 октября 1952 года в бедном стамбульском квартале Татавла, в Турции.
Учился в Великой школе нации на Фанаре. В 1971 году окончил Халкинскую богословскую школу, а в 1975 году получил диплом об окончании Аристотилевского университета в Салониках. С 1980 по 1981 году стажировался в англиканском богословском колледже Оак Хилл в Лондоне.
14 июля 1974 года митрополитом Халкидонским Мелитоном (Хадзисом) был хиротонисан во диакона и с 1975 по 1977 годы служил в Тритевоне, а с 1977 по 1985 годы — в Девтеревоне. С 1985 по 1990 годы был великим архидиаконом в соборе святого Георгия на Фанаре.
14 октября 1990 года был хиротонисан во пресвитера, а 4 ноября 1990 года состоялась его архиерейская хиротония в титулярного митрополита Севастийского. В качестве игумена возглавлял монастырь Живоносного Источника (1990—1992).
В 1991 году назначен главой личного секретариата нового патриарха Константинопольского Варфоломея. В 1994 году назначен правящим архиереем Севастийской митрополии и экзархом Пафлагонии.
Уезжая в феврале 2008 года в Женеву, патриарх Константинопольский Варфоломей назначил своим заместителем митрополита Феодоропольского Германа (Афанасиадиса). Митрополит Димитрий заявил о своём несогласии с этим решением и нежелании подчиняться патриаршему назначенцу. Вернувшись из Швейцарии, Варфоломей потребовал у главы своей личной канцелярии объяснений. Митрополит Димитрий в ответ попросил назначить его на престижную кафедру митрополита Халкидонского. Получив отказ, он подал в отставку, которая была принята. После этого в знак солидарности с митрополитом Димитрием подал в отставку с поста секретаря Священного Синода митрополит Филадельфийский Мелитон (Карас). Патриарх Варфоломей принял и эту отставку. Наконец, своей должности лишился великий протосингел (управделами) Константинопольского патриархата митрополит Иконийский Феолипт (Фенерлис).
19 апреля 2018 года решением Священного синода Константинопольского патриархата назначен митрополитом Принкипоннисским, ипертимом и экзархом Пропонтиды.